# Пустієта
Пустієта (рум. Pustieta) — село у повіті Нямц в Румунії. Входить до складу комуни Онічень.
Село розташоване на відстані 276 км на північ від Бухареста, 64 км на схід від П'ятра-Нямца, 49 км на південний захід від Ясс.

## Населення
За даними перепису населення 2002 року у селі проживали 265 осіб, усі — румуни. Усі жителі села рідною мовою назвали румунську.